# Den där Mary
Den där Mary (engelska: There's Something About Mary) är en amerikansk romantisk komedifilm från 1998 i regi av Bobby och Peter Farrelly. I huvudrollerna ses Cameron Diaz, Matt Dillon och Ben Stiller. Filmen hade Sverigepremiär den 27 november 1998.

## Handling
Ted (Ben Stiller) tror att han ska få ordning på sitt liv om han finner sin gamla skolkärlek Mary (Cameron Diaz), så han anlitar privatdetektiven Pat Healy (Matt Dillon) för att hitta henne. Pat hittar snart Mary, men blir själv förälskad i henne. Nu startar ett hysteriskt krig om Marys kärlek där alla medel är tillåtna.

## Rollista i urval
- Cameron Diaz - Mary Jensen
- Ben Stiller - Ted Stroehmann
- Matt Dillon - Patrick "Pat" Healy
- Chris Elliott - Dom "Woogie" Woganowski
- Lee Evans - Tucker/Norman Phipps
- Lin Shaye - Magda
- Jeffrey Tambor - Sully
- Markie Post - Sheila Jensen, Marys mamma
- Keith David - Charlie, Marys styvfar
- W. Earl Brown - Warren Jensen, Marys mentalt handikappade bror
- Sarah Silverman - Brenda, Marys sarkastiska bästa vän
- Zen Gesner - bartender
- Khandi Alexander - Joanie
- Willie Garson - Dr. Zit Face/high school-kompis
- Harland Williams - liftaren
- Richard Tyson - detektiv Krevoy
- Rob Moran - detektiv Stabler
- Jonathan Richman - Jonathan/den sjungande berättaren
- Steve Sweeney - polis
- Lenny Clarke - brandman
- Marnie Alexenburg - Lisa
- Hillary Matthews - Doms fru